# Condado de Beaufort (Carolina del Norte)
El condado de Beaufort (en inglés: Beaufort County, North Carolina), fundado en 1712, es uno de los 100 condados del estado estadounidense de Carolina del Norte. En el año 2000 tenía una población de 44 958 habitantes con una densidad poblacional de 21 personas por km². La sede del condado es Washington.

## Geografía
Según la Oficina del Censo, el condado tiene un área total de 2484 km² (959,1 mi²), de la cual 2145 km² (828,2 mi²) es tierra y 339 km² (130,9 mi²) es agua.

### Municipios
El condado se divide en seis municipios: 
Municipio de Bath, Municipio de Chocowinity, Municipio de Long Acre, Municipio de Pantego, Municipio de Richland y Municipio de Washington.

### Condados adyacentes
- Condado de Washington (noreste)
- Condado de Hyde (este)
- Condado de Pamlico (sureste)
- Condado de Craven (suroeste)
- Condado de Pitt (oeste)
- Condado de Martin (noroeste)

## Demografía
En el 2000 la renta per cápita promedia del condado era de $31 066, y el ingreso promedio para una familia era de $37 893. El ingreso per cápita para el condado era de $16 722. En 2000 los hombres tenían un ingreso per cápita de $30 483 contra $21 339 para las mujeres. Alrededor del 19,50% de la población estaba bajo el umbral de pobreza nacional.

## Lugares

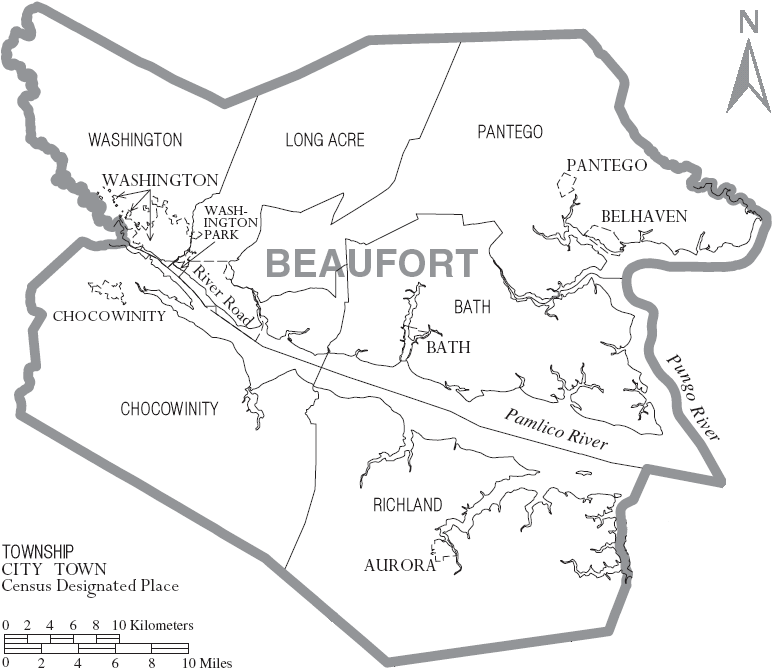
Mapa del Condado de Beaufort en Carolina del Norte con sus municipios

### Ciudades
- Aurora
- Bath
- Belhaven
- Chocowinity
- Pantego
- Pinetown
- River Road
- Washington
- Washington Park